# Томас Едисън
Томас Алва Едисън (на английски: Thomas Alva Edison) (11 февруари 1847 – 18 октомври 1931) е американски изобретател и бизнесмен, създал много важни устройства. Той е сред първите изобретатели, приложили принципите на организирано научно изследване и работа в екип в процеса на създаване на изобретения.
Едисън се счита за един от най-плодотворните изобретатели на своето време, с рекорден брой патенти на свое име – 1093. Повечето от тези изобретения не са изцяло оригинални, а са подобрения към по-ранни патенти и всъщност са направени от многобройните му служители. Едисън често е критикуван за това, че не споделя заслугите за изобретенията. Въпреки това, Едисън получава патенти по целия свят, включително в САЩ, Великобритания, Франция и Германия. Едисън основава компанията Моушън Пикчър Пейтънтс, конгломерат от девет големи филмови студиа, известен като Едисън Тръст. В края на 19 в. за него работи и самият Роберт Бош.

## Биография

### Ранни години
Томас Едисън е роден в Милан, Охайо. Той е седмото и последно дете на Семюъл Огдън Едисън (1804 – 1896) и Нанси Матюс Елиът (1810 – 1871). Бащата е роден в Канада, а самият Едисън по-късно определя произхода си като нидерландски. В училище Едисън често е разсеян и формалното му образование продължава едва три месеца. След това той е обучаван у дома от майка си.
Още в ранна възраст Томас Едисън получава увреждане на слуха, вероятно в резултат от боледуване от скарлатина и постоянни нелекувани отити. По-късно той приписва глухотата си на удари по ушите от влаков кондуктор, когато при пътуване химическата му лаборатория се подпалва и той е изхвърлен от влака. След това Едисън отново променя историята, твърдейки, че кондукторът му е помагал да се качи в движещ се влак, като го е издърпал за ушите.
Семейството на Едисън е принудено да се премести в Порт Хюрън, Мичиган, когато строящата се железопътната линия заобикаля Милан през 1854 година, но и там преживяват трудно. Томас Едисън продава зеленчуци, както и бонбони и вестници във влаковете между Порт Хюрън и Детройт, за да допълва доходите на семейството. Той установява, че има заложби за търговска дейност, и поставя началото на дълга поредица търговски начинания на Едисън – в живота си той основава 14 компании, сред които General Electric, най-голямата публична компания в света през 2009 година.
Едисън става телеграфист, след като спасява тригодишния Джими Макензи от сгазване от влак. Бащата на детето, началник на гарата в Маунт Клемънс, е толкова благодарен, че го обучава да работи с телеграф. През 1866 година той се премества в Луисвил, където като служител на Уестърн Юниън работи в бюрото на телеграфната агенция Асошиейтед Прес. Той често поема нощните смени, когато има много свободно време за двете си любими занимания – четене и експериментиране. В крайна сметка, заради последната дейност той е уволнен – една нощ през 1867 година той работи с оловно-киселинен акумулатор и разлива сярна киселина на пода, а тя протича през дървения под до бюрото на началника му на долния етаж.

### Начало на инженерна дейност
След уволнението си Едисън е подпомогнат от своя колега телеграфист и изобретател Франклин Ленард Поуп, който приема младежа да живее и работи в мазето на къщата му в Елизабет. На 1 юни 1869 година Едисън получава първия си патент – електрически регистратор на гласуване. След този първи успех Едисън се премества в Нюарк и продължава да работи в областта на електрическата телеграфия, като много от изобретенията му са откупувани от телеграфните компании. Сред тях са автоматичният телеграф и други подобрени телеграфни апарати.
На 25 декември 1871 година Томас Едисън се жени за шестнадесетгодишната Мери Стилуел (1855 – 1884), служителка в една от неговите работилници, с която се запознава два месеца преди това. Двамата имат три деца – Мериън Естел Едисън (1873 – 1965), Томас Алва Едисън Младши (1876 – 1935) и Уилям Лесли Едисън (1878 – 1937), който също е автор на някои изобретения.
През 1874 година Едисън създава мултиплексорен телеграфен апарат, който се превръща в първия му значим финансов успех. С получените средства (10 хиляди долара) той основава в Менлоу Парк изследователска лаборатория, една от първите, специализирани в инженерни разработки, предназначени за внедряване в промишлеността. Той получава правата върху повечето изборетения, създадени в лабораторията, макар че под негово ръководство там работят множество служители.
Въпреки множеството си дотогавашни изобретения в областта на телеграфната техника, Едисън и неговата лаборатория стават известни сред широката публика с изобретяването на фонографа през 1877 година. Макар че невъзпроизведимо записване на звук е постигнато още от французина Леон Скот дьо Мартенвий през 1857 година, а други по това време, особено Чарлз Крос, размишляват върху възможността звукът да бъде записван и възпроизвеждан, Едисън пръв произвежда уред, който осъществява това на практика, и това е толкова неочаквано за широката общественост, сякаш е едва ли не вълшебство. Едисън става известен като „Магьосникът от Менлоу Парк“. Първият му фонограф записва върху цилиндри от калаено фолио, записаният звук е с ниско качество и записът се унищожава при възпроизвеждане, така че може да се слуша само веднъж. Малко по-късно Александър Бел създава усъвършенстван модел на фонограф, който записва върху восъчни цилиндри. Качеството на звука е все още ниско и броят на възпроизвежданията е ограничен, поради бързото износване и унищожаване на записа, обаче изобретението се радва на популярност. Грамофонът, който възпроизвежда плочи, изобретен през 1887 година от Емил Берлинер, в ранните години на звукозаписната индустрия има по-лошо качество на звука от фонографските цилиндри, предлагани на пазара от Едисън Рекърдс.
През 1877 – 1878 година Едисън разработва въгленовия микрофон, който се използва масово в телефоните до 80-те години на 20 век. Това изобретение става причина за продължителен съдебен спор с Берлинер, но през 1892 година съдът признава на Едисън правата върху патента.
И по-късно през живота си Едисън продължава да работи върху комуникационната техника – на 9 август 1892 година получава патент за двупосочен телеграф, а на 29 декември същата година патентова принципа на радиото (предаване на сигнали чрез електричество).[източник? (Поискан преди 16 дни)]

### Лампа с нажежаема жичка
Повечето от патентите на Едисън са за изобретения с помощни функции, а само десетина от патентите му са за големи проекти. Много от неговите патенти не са уникални, но Едисън показва уникални умения за спечелване на патента и за побеждаване на своите опоненти чрез влиянието си и по-добрия маркетинг. Например, Едисън не изобретява електрическата лампа. По-ранни изобретатели, като Джоузеф Суон, Хенри Удуърд, Джеймс Бауман Линдзи, Уилям Сойер и Хайнрих Гьобел разработват няколко проекта, които се оказват неудачни, поради краткия живот на лампите. Едисън взема характерните им черти и дава на своите служители задачата да произведат лампа, която да трае по-дълго.
През 1878 година Едисън започва да използва термина нажежаема жичка за елемента, който се нажежава от протичащия електрически ток и свети. През същата година Едисън основава в Ню Йорк електрическата компания Едисън Електрик Лайт Къмпани с помощта на известни финансисти (включително Джон Пирпонт Морган и членове на фамилията Вандербилт).
След като купува патента на Хенри Удуърд и Матю Ивънс от 1875 година, Едисън дава задача на служителите си да експериментират с голям брой различни материали, за да се увеличи времето на светене на лампата. Водеща роля в тези изследвания играе Уилям Хамър, определян от самия Едисън като „пионер на електрическото осветление с нажежаема жичка“. Той започва работа в лабораторията в края на 1879 година и освен в разработването на лампата, участва и в експерименти с телефони, фонографи, електрически локомотиви, сепаратор за желязна руда и други.
След множество експерименти с платина и други метали, Едисън се връща към първоначалната жичка от въглерод. Първият успешен опит е направен на 22 октомври 1879 година, като лампата издържа 40 часа. По време на демонстрацията Едисън заявява, че ще направи електричеството толкова евтино, че само богатите ще използват свещи.
Едисън и екипът му постигат целта за увеличаване на времето на работа достатъчно, за да направят електрическата лампа жизнеспособна на пазара. Докато по-ранните изобретатели правят електрическо осветление в лабораторни условия, Едисън е в състояние да доведе електрическото осветление до домове и бизнес помещения чрез масово производство на дълготрайни електрически лампи и чрез създаване на система за производство и разпределение на електрическа енергия.
Осветителната инсталация на Едисън се изгражда на принципа на паралелната електрическа верига, което дава възможност електрическият ток да бъде разпределян по алтернативни пътища. В паралелните електрически вериги изгарянето на една лампа не води до прекъсване на електрическата верига, което се случва при лампите, свързани в последователна електрическа верига. На 31 декември 1879 година Едисън прави в Менлоу Парк публична демонстрация на осветление с нажежаема жичка. На 27 януари 1880 година подава молба за регистрация на патент в Съединените щати за лампа с нажежаема жичка. През 1880 година започва работа компанията Едисън Ламп Уъркс, която поставя началото на масовото производство на електрически лампи – само през първата година са произведени 50 хиляди броя.
На 13 февруари 1880 година Едисън става първият човек, наблюдавал протичането на електрони през вакуумното пространство (ефекта на Едисън) и получава патент за „жичка от въглерод с високо съпротивление“. През 1882 година Джордж Уестингхаус купува патент и започва да произвежда алтернативната безелектродна лампа, което значително намалява цените и на лампата на Едисън.
На 8 октомври 1883 година Патентното ведомство излиза с решение, че патентът на Едисън се базира върху работата на Уилям Сойер и не е валиден. Юридическият спор около патента продължава до 6 октомври 1889 година, когато съдът решава, че той все пак е основателно издаден. За да избегне нов съдебен спор с Джоузеф Суон, чийто британски патент е издаден година преди неговия, Едисън става негов съдружник в компанията Едисуон, която произвежда и продава продукта във Великобритания, а след 1892 година става част от Дженерал Електрик.
На 9 август 1884 година умира съпругата на Едисън, вероятно от тумор на главния мозък. На 24 февруари 1886 година той се жени повторно за двадесетгодишната Мина Милър (1865 – 1947), дъщеря на изобретателя и филантроп Луис Милър. От нея той също има три деца – Медлин Едисън (1888 – 1979), Чарлс Едисън (1890 – 1969), който поема ръководството на компанията след смъртта на баща си, а по-късно е избран и за губернатор на Ню Джърси, Тиодор Едисън (1898 – 1992), изобретател с над 80 патента. След втората си женитба Едисън напуска Менлоу Парк и се премества в Западен Ориндж, където живее до смъртта си.

### Електроразпределение
През 1880 година Едисън патентова електрическата разпределителна мрежа, която е важно условие за масовото прилагане на електрическото осветление. На 17 декември същата година основава Едисън Илюминейтинг Къмпани, която на следващата година пуска в експлоатация в Ню Йорк първата притежавана от инвеститори електрическа централа – Пърл Стрийт Стейшън. На 4 септември 1882 година е въведена в експлоатация първата в света електроразпределителна мрежа, която подава постоянен ток с напрежение 110 V на 59 клиенти в Южен Манхатън.
По-рано през същата година Томас Едисън е пуснал и първата парна електроцентрала в Лондон, която захранва уличното осветление и няколко частни жилища в непосредствена близост. На 19 януари 1883 година в Роузел започва да функционира първата стандартизирана система за осветление с лампи с нажежаема жичка, използваща въздушни кабели.
През следващите години Едисън влиза в остро съперничество с Джордж Уестингхаус във връзка със стандартизирането на електроразпределителната технология. Едисън е привърженик на постояннотоковата мрежа, а Уестингхаус лансира изобретената от Никола Тесла система с променлив ток, която има решаващи технически преимущества – напрежението на променливия ток може да се повишава с трансформатори, да се пренася по по-тънки и евтини проводници, при неколкократно по-малки пад на напрежение и топлинни загуби по линиите, след което напрежението да се понижава, за да може електрическата енергия да бъде използвана от крайните потребители.
През 1887 година в Съединените щати функционират 121 постояннотокови електроцентрали, но ограниченията на тази технология стават все по-очевидни – електричеството може да бъде доставено на приемливи цени само до потребители, отдалечени до 2,5 km от електроцентралата, което прави електрификацията рентабилна само в урбанизирани райони с голяма концентрация на потребителите. В същото време технологията, базирана на променлив ток, позволява електричеството да се пренася на стотици километри с незначителни загуби.
В тази ситуация Томас Едисън започва масирана пропагандна кампания, станала известна като „Война на токовете“, целяща да представи променливия ток като по-опасен за живота и здравето, отколкото постоянния. Той цели забрана на използването на променлив ток или поне максимална граница на напреженията, която да премахне предимството на неговите конкуренти. В хода на кампанията той организира разработването на електрическия стол, както и публични токови удари на животни. През 1903 година убива с променлив ток слон, заснемайки случая на филм.
Въпреки усилията на Едисън, през следващите години електропреносните мрежи масово преминават на променлив ток, увеличавайки както обхвата си, така и ефективността на електроразпределителните системи. В същото време постояннотокови мрежи продължават да съществуват дълго време в някои силно урбанизирани райони, главно заради налично постояннотоково обзавеждане и заради възможността за поддържане на захранването при временно прекъсване на снабдяването чрез големи масиви от батерии. До средата на 20 век електроразпределителни компании, като Комънуелт Едисън в Чикаго, използват роторни конвертори или електромашинни преобразуватели, за да преобразуват постоянен в променлив ток. През 2005 година в централната част на Ню Йорк все още има 1600 клиенти, получаващи постоянен ток, но доставянето на тази услуга е прекратено на 14 ноември 2007 година.
В същото време постоянният ток продължава да се използва широко в железопътния транспорт, а от средата на 20 век и за пренос на електричество на далечно разстояние чрез високоволтови линии за постоянен ток.

### Кинематография
След успеха на фонографа, Едисън насочва усилията си и към записване на подвижни изображения. Той патентова създадената с негова помощ от фотографа Уилям Кенеди Лори Диксън първа кинокамера (кинетограф). Съдебно решение от 10 март 1901 година отнема на Едисън монополните права върху кинокамерата.
През 1891 година Томас Едисън създава кинетоскопа, предшественик на съвременния прожекционен апарат. Първата публична демонстрация на кинетографа и кинетоскопа е направена през май 1891 година. Кинетоскопите се инсталират като монетни автомати, от които зрителите могат да гледат кратки филми. Това е важно за Томас Едисън, който търси начин да забавлява клиентите, докато слушат музика на неговия фонограф. Сега хората могат да отидат до монетния автомат, да пуснат монета, да си сложат слушалките и да гледат през визьора.
През този период, когато киното се превръща от екзотична новост в масова медия, Едисън е влиятелна фигура в производството на филми и има заслугата за установяване на стандарт за използване на 35 mm целулоиден филм с по 4 перфорации от двете страни на всеки кадър. Той изгражда студиото Блек Марая в Ню Джърси, което е открито на 1 февруари 1893 година и се счита за първото киностудио. Тук е направен първият филм с авторски права, „Кихането на Фред От“ („Fred Ott's Sneeze“).
През 1894 година Едисън експериментира върху синхронизирането на аудиозапис с филм – изобретява кинетофона, който не много точно синхронизира картина от кинетоскопа със звук от фонографски цилиндър. През 1896 година Едисън започва да произвежда и продава изобретения от Томас Армат витаскоп, истински проектор, с който могат да се прожектират филми пред публика.

### Късни години
През 1901 година Едисън посещава района на Съдбъри в Канада и се смята, че той открива тамошното находище от никелова руда. Той прави опити да разработи находището, но не постига особен успех и през 1903 година се отказва от правата си.
През следващите години Едисън продължава активното си участие в производството и разпространението на кинофилми. През 1908 година е сред основателите на Моушън Пикчър Патънт Къмпани, наричана също Едисънов тръст, обединение на основните компании от американската киноиндустрия, което в продължение на няколко години установява монопол на националния пазар.
Едисън се занимава активно и с благотворителна дейност. Така през 1914 година прави дарения за българските бежанци след Балканските войни.
Още през 1885 година Томас Едисън купува имот във Форт Майърс, Флорида, където строи голяма къща. През късната част от живота си той и семейството му прекарват там дълги периоди, особено през зимата. Негов близък съсед във Форт Майърс е автомобилният магнат Хенри Форд, с когото поддържа приятелски отношения.
Едисън подава за последен път молба за патент на 6 януари 1931 година за „Държател за предмет, подлежащ на галванопластика“. Патентът бива издаден две години по-късно, след неговата смърт.
Томас Едисън умира на 18 октомври 1931 година в Западен Ориндж и е погребан в двора на тамошната му къща.

## Начин на работа
Повечето от изобретенията на Едисън са усъвършенстване на чужди идеи чрез усърден труд и колективни разработки, какъвто е примерът с електрическата лампа. Едисън е безспорен лидер на колектива и обикновено не споделя славата за изобретенията. Самият той казва: изобретението е 1% вдъхновение и 99% потене. Никола Тесла, един от най-известните служители на Едисън и голям учен, характеризира метода на Едисън за решаване на проблеми така: Ако Едисън трябва да намери игла в копа сено, той ще се захване веднага с усърдието на пчела, за да изследва сламка след сламка, докато не намери обекта на своето търсене. Аз бях злочест свидетел на такива действия, знаейки, че малко теория и изчисления биха му спестили деветдесет процента от усилията му.

## Памет
На Едисон е наречена улица в квартал „Гео Милев“ в София (Карта).

## Награди и отличия
Изобретенията на Едисън са в полза на хората от цял свят и затова още през 1878 г. той е произведен в Кавалер на Почетния легион на Франция, а през 1889 г. – Командир на Почетния легион.

## По-известни изобретения
| Изобретение                                      | Година |
| ------------------------------------------------ | ------ |
| Диктофон                                         | 1860   |
| Електрическо преброяване на гласовете при избори | 1868   |
| Тикерен апарат                                   | 1869   |
| Въглеродна телефонна мембрана                    | 1870   |
| Четиристранен телеграф                           | 1873   |
| Мимеограф                                        | 1876   |
| Фонограф                                         | 1877   |
| Въгленов микрофон                                | 1877   |
| Лампа с нажежаема жичка с въглена нишка          | 1879   |
| Магнитен сепаратор за желязна руда               | 1880   |
| Кинетоскоп                                       | 1889   |
| Желязно-никелов акумулатор                       | 1908   |

## Усъвършенстване на изобретения на Едисън
- Люис Летимър патентова усъвършенстван метод за производство на нажежаема жичка за електрически лампи.
- Никола Тесла разработва система за електроразпределение чрез променлив ток, която се използва за пренос на електроенергия на по-големи разстояния от тези в системата на Едисън, тъй като може да се трансформира напрежението.